# Tuor
Tuor je izmišljeni lik iz J.R.R. Tolkienova Međuzemlja. Sin je Huorov i Ríanin. Pradjed je poluvilenjaka Elronda te jedan od najčuvenijih predaka ljudi iz Númenora i Kralja Ponovo Ujedinjenog Kraljevstva Aragorna Elessara. Vjenčao se s Idril pa je osim Berena i Aragorna jedini koji je oženio eldarsku vilenjakinju.
Kod Vinyamara se susreo s Ulmom, Gospodarom voda, koji mu je rekao da pođe u Gondolin i podsjeti kralja Turgona da se sjeti njegovih riječi.
Tuor je zajedno s Voronvëom došao u Gondolin. Turgon je odbio poslušati Ulmov savjet pa je Tuor ostao u Gondolinu i zaljubio se u Idril, Turgonovu kćer. Nakon pada Gondolina Tuor se zajedno s Idril i njihovim sinom Eärendilom uspio spasiti.
Kada je Tuor vidio da mu se smrt bliži, napravio je velik brod i zajedno s Idril otplovio prema Amanu. Nikada nitko više nije čuo za njih.